# علامة كارفالو
علامة كارفالو في هي علامة طبية أو علامة سريرية توجد في المرضى الذين يعانون من قلس الثلاثي الشرف. حيث أن نفخة القلب التي توجد في هذه الحالة تصبح أعلى صوتا أثناءالشهيق، وهذه إلإشارة تمكن الطبيب من تمييز المرض من قلس التاجي.

## الفيزيولوجيا المرضية
خلال الشهيق، يزداد تدفق الدم الوريدي في الأذين الأيمن والبطين، مما يزيد من حجم الضربة من خلال انقباض البطين الأيمن. ونتيجة لذلك، يزداد حجم الدم ادلمتسرب من البطين الأيمن إلى الأذين الأيمن خلال الشهيق، مما يسبب علو في صوت النفخة خلال الزفير، يقل تسرب الدم إلى الوراء من خلال الصمام ثلاثي الشرف، مما يجعل من النفخة أكثر هدوءا. وعلى العكس، ونفخة القلس التاجي تصبح أعلى صوتا أثناء الزفير بسبب الزيادة في العائد من دم الوريد الرئوي إلى القلب الأيسر.

## التسمية
دعيت هذه العلامة باسم خوسيه مانويل ريفيرو كارفالو

## وصلات خارجية
- Carvallo's sign على قاموس من سمى هذا؟